# Agrotis anteposita
Agrotis anteposita är en fjärilsart som beskrevs av Achille Guenée 1852. Agrotis anteposita ingår i släktet Agrotis och familjen nattflyn. Inga underarter finns listade i Catalogue of Life.